# Brot-Plamboz
Brot-Plamboz es una comuna suiza del cantón de Neuchâtel, situada en el distrito de Le Locle. Limita al oeste y norte con Les Ponts-de-Martel, al noreste con La Sagne, al este con Rochefort, al suroeste con Brot-Dessous, y al suroeste con Val-de-Travers.